# Царицынская губерния
Царицынская губерния (с 10 апреля 1925 года — Сталинградская) — существовавшая в 1918—1928 годах административно-территориальная единица РСФСР с центром в Царицыне (10 апреля 1925 года переименован в Сталинград). Возникла при разделении земель Саратовской, Астраханской губерний и области Войска Донского. Упразднена с связи с образованием Нижне-Волжской области. Прообраз существующей сейчас Волгоградской области.

## Административное деление
Царицын с момента своего основания был небольшим уездным городом поочерёдно Казанской, Астраханской, Саратовской губерний. Во второй половине 19 века импульс развитию города дали Волго-Донская железная дорога и последующие присоединенные к ней железнодорожные линии. Город ускоренно развивался, и по численности населения и промышленному потенциалу превзошел многое губернские города, оставаясь по статусу уездным городом.
В начавшейся в 1917 году Гражданской войне власть в Царицыне взяли большевики, и сразу же город попытались взять «белые» под командованием генерала Краснова — началась 3-летняя оборона Царицына. Первое упоминание о Царицынской губернии как уже существующей встречается в приказе Военного совета Северо-Кавказского военного округа от 11 августа 1918 года «Об объявлении осадного положения», потом ещё неоднократно упоминается в приказах о мобилизации населения. Приказ СКВО о создании губернии выходит 7 сентября 1918 года, переданы Царицынский уезд и часть Камышинского уезда из Саратовской губернии, Царевский и Черноярский уезды от Астраханской губернии, из 11 волостей Царевского уезда был образован новый Николаевский уезд с передачей в Царицынскую губернию. 20 апреля 1919 года Царицынской губернии были переданы Второй Донской и Усть-Медведицкий округа от области Войско Донского.
Несмотря на все усилия РККА, Царицын был взят «белым» генералом Врангелем в июле 1919 года. 19 июля 1919 года по приказу № 1129 Окружного Комиссариата по военным делам Уральского военного округа в связи с падением Царицына Царицынская губерния упразднялась, а все уезды переподчинялись Астраханской губернии, так как в Астрахани оставалась советская власть. РККА окончательно выбила «белых» из Царицына 3 января 1920 года, тем самым вернув Царицынскую губернию и её административные границы на состояние начала 1919 года.
В дальнейшем состав земель также менялся:
- январь 1920 — от Царевского уезда 17 участков около станции Жанибек отошли Киргизской АССР;
- 4 апреля 1921 года по декрету ВЦИК «О включении в состав Царицынской губернии некоторых станиц и волостей Донской области» к Царицынской губернии перешли Хопёрский округ от Донской области;
- В 1925 году произошло массовое переименование населенных пунктов — Царицын был переименован в Сталинград, Царицынская губерния в Сталинградскую, Царевский уезд в Ленинский, Черноярский уезд в Красноармейский.
- На 1926 год Сталинградская губерния состояла из Ленинского, Николаевского, Сталинградского уездов и Хопёрского, Усть-Медведицкого, 2-го Донского округов[1].
- 21 мая 1928 года Сталинградская губерния была упразднена в связи с образованием Нижне-Волжской области, куда административно были переданы её земли.

## Население
В 1926 году в губернии проживало 1407,8 тыс. чел., в том числе русские — 86,8 %; украинцы — 10,0 %.